# أمادو هايدارا
أمادو هايدارا (بالفرنسية: Amadou Haidara) (مواليد 31 يناير 1998)، هو لاعب كرة قدم مالي يلعب في مركز الوسط المهاجم مع نادي آر بي لايبزيغ الألماني ومنتخب مالي.

## مسيرته الكروية
لعب أمادو هايدارا خلال مسيرته الاحترافية مع 3 أندية في ستة مواسم وسجل خلالها 9 أهداف ضمن 101 مباراة. حيث فاز في موسم واحد بالكأس وفي ثلاثة مواسم بالدوري.
خاض أمادو هايدارا مسيرته مع نادي ريد بول سالزبورغ في موسم 2016–17 واستمر معه طيلة ثلاثة مواسم، مشاركًا في 48 مباراة سجل خلالها 6 أهداف. ثم انتقل إلى نادي آر بي لايبزيغ في موسم 2018–19 ولمدة موسمين، حيث شارك في 28 مباراة سجل خلالها هدفًا واحدًا.

## روابط خارجية
- أمادو هايدارا على موقع الاتحاد الأوربي (الإنجليزية)
- أمادو هايدارا على موقع قاعدة بيانات كرة القدم.إي يو (الإنجليزية)
- أمادو هايدارا على موقع ليكيب (الفرنسية)
- أمادو هايدارا على موقع ناشيونال فوتبول تيمز (الإنجليزية)
- أمادو هايدارا على موقع Soccerbase.com (لاعب) (الإنجليزية)
- أمادو هايدارا على موقع Soccerway.com (الإنجليزية)
- أمادو هايدارا على موقع عالم كرة القدم.نت (الإنجليزية)
- أمادو هايدارا على موقع AS.com (الإسبانية)